# Diocèse aux Armées françaises
Pour les articles homonymes, voir DAF.
Le diocèse aux armées françaises (DAF) est l'ordinariat militaire pour la France. C'est la structure canonique de l'aumônerie catholique des Armées françaises.

## Histoire des aumôneries

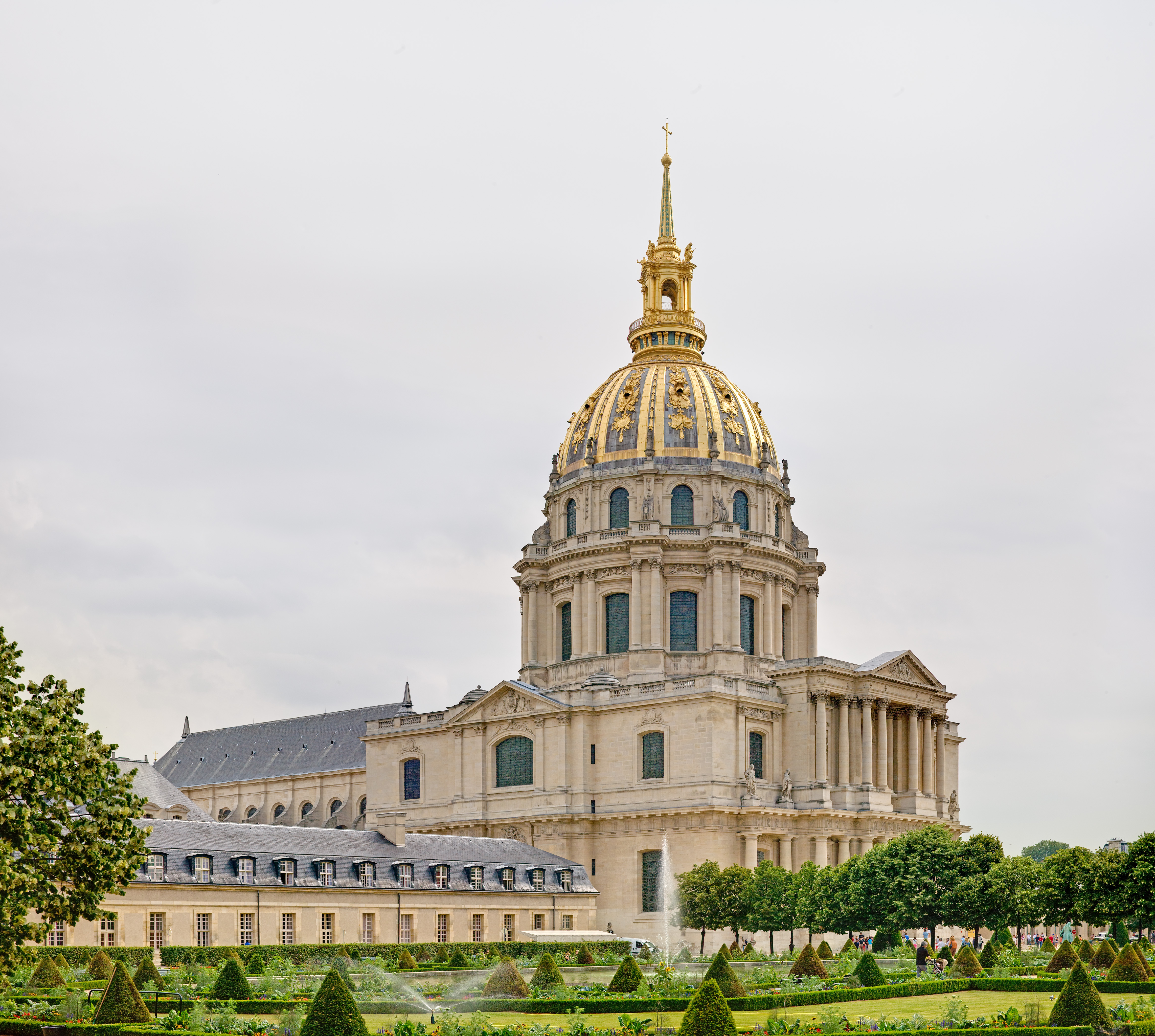
La cathédrale Saint-Louis-des-Invalides.

Croix pectorale d'aumônier militaire.

### Aumônerie de l'Armée de terre

Insigne de spécialité "aumônier catholique" (armée de terre et gendarmerie).

Le plus ancien des aumôniers militaires connus est Sulpice le Pieux, archidiacre de Bourges, qui fut appelé à la cour de Clotaire II, roi des Francs « pour remplir dans les camps du roi la fonction d'abbé pour le salut de sa personne et celui de son armée ». N'étant pas encore évêque, on voulait cependant qu'il ait un titre supérieur à celui d'archidiacre et on choisit le nom d'abbas in castris (abbé dans les camps) pour le distinguer des abbés religieux. Il avait pour mission de garder et de faire porter devant les troupes le manteau de saint Martin (d'où le nom de chapelain : qui gardait la chape) et de distribuer les aumônes du roi (d'où le nom d'aumônier).
La première aumônerie militaire organisée date de l'édit de Carloman, en 742 dans lequel il est précisé que les clercs « ont interdiction de porter armure, de combattre et de se rendre à l'ost, sauf ceux qui, pour les besoins du service divin auront été choisis pour cela ». Cet édit fait suite au canon du concile de Ratisbonne, ou concile de Germanie, du 21 avril 742 qui arrête que « défense est faite aux clercs de porter les armes et d'aller à la guerre, à l'exception de ceux qui doivent célébrer la sainte messe ou porter les reliques protectrices. Ceux-là peuvent accompagner l'armée. Ainsi le prince peut avoir avec lui un ou deux évêques avec leurs chapelains et leurs prêtres, et chaque préfet peut avoir un prêtre pour entendre les confessions et imposer les pénitences ».
Saint Boniface, qui présidait ce concile, avait trouvé que, lors de la bataille de Poitiers, trop d'évêques et de prêtres avaient guerroyé, et il souhaitait que certains aient un rang officiel aux Armées pour en écarter d'autres et rétablir l'ordre en ce domaine.
Le concile de Leptines, dans ce qui est aujourd'hui le Hainaut, le 1er mars 743 ou 745, confirma ces décrets et demanda leur exécution en obligeant notamment chaque commandement à avoir un prêtre pour entendre les confessions.
Ainsi apparaissent des chapelains, prêtres qui, sous la direction d'évêques, vont former la première aumônerie militaire.

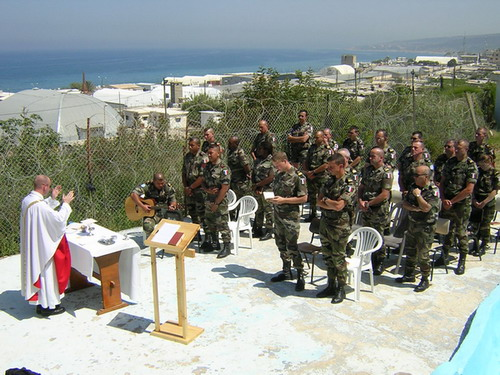
Messe de Pâques au Sud-Liban.

En 1543, François Ier institue la Grande aumônerie de France. cette charge, qui concernait jusqu'alors le service de la chapelle du roi, voit, lors des règnes suivants, ses attributions s'étendre et se multiplier : juridiction matérielle et spirituelle sur les hôpitaux et les maladreries et autres lieux pitoyables du royaume, mais aussi juridiction spirituelle sur les Armées.
À partir de la fin du XVIe siècle, avec les guerres d'Italie, on constate la présence d'aumôniers militaires permanents. Avec Vauban chaque citadelle, et chaque quartier, a sa chapelle ; ainsi sera construite l'église de l'Hôtel des Invalides, aujourd'hui cathédrale du diocèse aux Armées. Mais l'aumônerie militaire connaîtra bien des vicissitudes. De plus l'évolution de la technique et de la logistique des conflits armés est telle que dès 1870, des aumôniers militaires réclament à la fois une formation spécifique et une hiérarchie. Le texte législatif de base organisant cette aumônerie date de 1880 et n'a pas été abrogé lors de la séparation de l'Église et de l'État. La loi du 8 juillet 1880 est toujours la base légale des aumôneries catholique, protestante, israélite et musulmane des Armées françaises.

### Aumônerie de la Marine nationale

#### Origines
C'est seulement en 1203 que la royauté capétienne accède à la mer par la prise de possession de la Normandie sur les Plantagenêt. On n'a pas de source documentaire, même indirecte, sur un éventuel service religieux à bord des nefs, galères, barges et autres navires à rame en usage à cette époque mais le climat de foi qui a prévalu jusqu'au XVe siècle ne permet pas d'établir ce qu'était la vie religieuse des gens de mer au début du XIIe siècle.
En 1270, le roi Louis IX embarque à Aigues-Mortes pour la dernière croisade. À cette occasion, il crée la dignité d'amiral de France. On sait par Joinville, qui ne cite pas de nom, que de nombreux chapelains accompagnaient le roi. Guillaume de Nangis raconte que par une exception notable on obtint du légat papal l'autorisation d'exposer le Saint sacrement dans la nef royale. En effet, une interdiction levée assez tard stipulait qu'on ne devait ni emporter ni distribuer l'eucharistie en mer. On célébrait une messe qui n'en était pas une et qu'on appelait « messe aride » (ou « messe sèche » au XVe siècle) : au pied, du mât, un crucifix ou un missel était déposés sur une caisse, puis le prêtre lisait l'office, étole au cou, depuis le confiteor jusqu'à l'évangile de saint Jean, mais en omettant le Canon. Le matin, après que les trompettes, puis les tambourins avaient salué par une « baterye » le lever du jour, l'amiral faisait célébrer la « messe aride ». Au crépuscule, quand les navires de l'escadre avaient fini de défiler devant lui et « fait la révérence en gectant trois crys », suivis d'une sonnerie de trompettes, quand à chacun d'eux il avait indiqué la route à suivre donné le mot de la nuit, il achevait la journée par un salut chanté « devant l'ymage Nostre-Dame ».

#### XVIIeetXVIIIesiècles
Le premier texte portant nomination officielle dans le corps de la Marine, avec indication du rang et du traitement qui lui conviennent sont les lettres patentes de Louis XIII nommant M. Vincent de Paul « aumônier général des galères, aux gages de 600 livres par an, avec les mêmes honneurs et droits dont jouissent les officiers de la marine du levant ». Le service religieux se compose de la messe dominicale qui n'est autorisée que lorsque les galères sont au port. Le chapelain célèbre le service divin sur un autel démontable. Presque tous les galériens se sont confessés la veille. Ils sont alors autorisés à quitter provisoirement leurs bancs pour aller communier, mais conservent aux pieds leurs boulets et leurs chaînes.
Le premier règlement officiel d'une aumônerie embarquée, l'ordonnance de 1681, concerne la marine marchande, mais il faut considérer que la stratégie navale de l'époque s'appuyait tout autant sur la « guerre de course » que sur la « guerre d'escadre ». L'article premier du titre II de ce texte stipule que : « Dans les navires qui feront un voyage de long cours et montés par un équipage de 30 hommes et au-dessus, il y aura un prêtre approuvé de son évêque diocésain, ou de son supérieur s'il est religieux, pour servir d'aumônier. » Un arrêté de 1694 précise que cette catégorie d'aumôniers aura un traitement de 30 livres par mois « et droit à la table du capitaine. » L'ordonnance de 1689 sur l'organisation de la marine de guerre reprend toutes ces dispositions et expose, avec un luxe de détails, ce que devait être le service religieux à la mer à bord des navires de ligne. Le matin, aussitôt le pont lavé, l'aumônier monte sur le devant de la dunette « proche le mât d'artimon » et, la face tournée vers la proue du vaisseau prononce à haute voix les prières auxquelles l'équipage répond à genoux. Ces prières se terminent par le Domine, salvum fac regem, pour la « conservation du Roi et de la maison royale et aussi pour la prospérité des armes de Sa Majesté. » La messe fait l'objet de tout un cérémonial militaire : « Les tambours en font l'annonce à trois reprises, en passant seulement sur les gaillards et passe-avants. Un coup de canon marque le moment où la messe commence. Le pavillon est amené trois fois distinctement dans le temps de l'élévation, pendant laquelle les tambours battent au champ et, à la fin de l'office le pavillon est tout à fait amené. » Les vêpres sont également saluées par un signal du pavillon et la journée est conclue par la prière. Si le branle-bas de combat est sonné, « l'aumônier doit se tenir avec le chirurgien auprès du grand mât et ne partir de ce lieu-là non plus que le chirurgien, afin que là il puisse confesser et communier les blessés qui y viennent se faire panser. Que si toutefois quelqu'un est fort blessé sur le tillac, qu'on ne le puisse transporter sans péril de mort, il faut qu'il y aille pour l'assister, mais en allant aux coups pour l'exercice de sa charge, il se souviendra de porter avec lui le saint sacrement. » Certains aumôniers ne se limitent pas à ces pieuses fonctions et, transgressant le règlement, partagent volontiers le labeur de l'équipage en prenant part  aux combats.
Sous tout l'Ancien Régime se pose le problème du recrutement des aumôniers de marine. L'apostolat consacré à un milieu très particulier, exercé dans des conditions assez rudes à peine compensées par de minces avantages matériels très longtemps, la solution sera trouvée du côté des ordres religieux, en particulier des jésuites. C'est à eux que le roi confie la charge des deux principaux séminaires d'aumôniers de marine, qu'il crée à Brest et à Toulon. À Brest, les jésuites seront confrontés à des difficultés incessantes. Le manque de moyens financiers est chronique, il leur est difficile d'attirer et de conserver un nombre suffisant d'aumôniers (ils sont 10 en 1736) et les litiges sont nombreux avec le clergé diocésains, notamment au sujet de l'église paroissiale Saint-Louis qui est annexée au séminaire. À Toulon, le destin du séminaire érigé le 31 octobre 1685 sera plus heureux. En échange de 10 500 livres de rentes annuelles et de privilèges de toutes sortes, la Compagnie de jésus s'oblige à entretenir « 20 aumôniers, 12 jésuites (9 prêtres et 3 frères) parmi lesquels il y avait un supérieur, un instructeur des aumôniers, un procureur, un casuiste, un régent de mathématiques et 4 missionnaires pour aller en mer. » des difficultés surviennent toutefois en 1741 avec l'évêque local qui interdit à ses séminaristes de suivre les cours du séminaire de la Marine. Le séminaire ne survivra pas, en 1762, à la dissolution de la Compagnie et le séminaire fera retour à la Marine qui le transformera en hôtel des « Garde-Marine. » Les jésuites sont remplacés : à Toulon par des récollets, à Brest par des aumôniers séculiers nommés par l'évêque de Léon.

#### XIXesiècle
La loi du 1er mai 1791 porte suppression du « Grand Corps de la Marine » et, pendant toute la période révolutionnaire, il n'est plus fait mention des aumôniers. Ils réapparaissent avec la restauration, par Napoléon Ier au profit de son oncle, le cardinal Fesch, de la charge de grand aumônier de France. Mais à cette époque les « services à terre » — hôpitaux, écoles, arsenaux, prisons — seront plus nombreux pour les aumôniers que les « embarquements. »
L'aumônerie de la Marine renaît officiellement avec les ordonnances de 1816 mais, malgré les avantages offerts, notamment une solde élevée, équivalente à celle d'un lieutenant de vaisseau, le recrutement s'avère difficile. Les diocèses connaissent une pénurie de clergé qui ne leur permet guère de détacher des prêtres. L'ordonnance de 1827 ne change pas grand-chose aux textes de l'Ancien régime : « Articles 588 à 591 : L'aumônier fait partie de l'état-major du bâtiment. Il prendra les ordres du capitaine sur les heures auxquelles il devra réciter devant l'équipage les prières du matin et du soir ; également les dimanches et fêtes pour la célébration de l'office divin. Il s'appliquera à entretenir les sentiments religieux parmi les personnes embarquées. Pendant le combat, il se tiendra au poste des blessés ».
Sous la monarchie de Juillet, en raison de la querelle sur serment de fidélité à la personne du roi des Français, rendu obligatoire par la loi du 31 août 1830, une rupture se produit entre l'aumônerie et le gouvernement : sept poste d'aumôniers de marine sont supprimés, dont les cinq embarqués. Seules sont maintenues les onze aumôneries des ports. Le gouvernement reviendra peu à peu sur ces mesures, et dès le 1er novembre, l'ordonnance réorganisant l'École navale y prévoit un aumônier qui célèbre une messe quotidienne, obligatoire pour les deux promotions. Les vaisseaux partant en expédition lointaine embarquent des aumôniers volontaires mis à disposition de la Marine par les évêques des ports de guerre pour la durée de la campagne.
Le 6 décembre 1845, Louis-Philippe Ier décide « qu'un aumônier serait embarqué à bord de tout bâtiment de la flotte portant la marque d'un officier général, qu'il pourrait aussi en être affecté un à bord de tout bâtiment monté par un capitaine de vaisseau commandant une division ou une subdivision navale ainsi que, dans certains cas, sur des bâtiments isolé expédiés au loin pour des missions particulières ».
Sous l'influence de Félix Coquereau, aumônier sur la Belle Poule, Napoléon III crée, le 31 mars 1852, le Corps des aumôniers de la Flotte et on choisit le nom d'abbas in castris, qui doit assurer le service du culte sur tous les navires. Son décret instaure « une direction supérieure, unique et rationnelle ». À la tête se trouve le grand aumônier des Armées de terre et de mer qui délègue ses pouvoirs spirituels. En conséquence, le directeur de fait de l'aumônerie de la Marine est l'aumônier en chef, chargé de proposer au choix du ministre de la Marine ses collaborateurs fournis par les évêques, puis de coordonner et de diriger leur apostolat, tant sur terre qu'à la mer.
Après la victoire des Républicains aux élections de 1878, le poste d'aumônier général de la flotte est supprimé. Le pape Léon XIII, par le bref du 15 mai 1878, transfère la juridiction pastorale dans la Marine française aux évêques des ports où les aumôniers exercent, « que ceux-ci fussent dans un établissement à terre ou à bord de navires relevant du port d'attache ». Les aumôniers de la Marine participeront à toutes les expéditions coloniales de la fin du XIXe siècle.

#### XXesiècle
En 1903, on recense 24 aumôniers de marine mais, à la suite de la rupture des relations avec l'Église catholique, le gouvernement français, par le décret du 6 février 1907, supprime le corps des aumôniers de la Flotte proprement dit, avec licenciement du personnel présent « par suppression d'emploi ». Les aumôniers réapparaissent lors de la Première Guerre mondiale, notamment en Méditerranée, lors de la bataille des Dardanelles. Le retour à la paix entraîne le statu quo de 1913 et la marine de l'État ignore à nouveau les aumôniers et officiellement leur refuse l'accès aux unités. Seules les écoles ont un prêtre affecté, qui n'y réside pas. Cependant, vers la fin des années 1930, l'État publie des décrets (en référence à la loi de 1880) le statut des ministres des différents cultes aux Armées. Le décret du 15 août 1936 concerne les aumôniers de marine, qui prendront part à la Seconde Guerre mondiale, à terre ou embarqués. Selon leur affectations, certains continueront à servir dans les Forces navales françaises libres.
Après la guerre, l'aumônerie de marine conserve officiellement le droit d'exister. C'est grâce à son directeur, Adrien Bressoles, qu'elle passe du régime du temps de guerre à un régime du temps de paix et se prépare à être rattachée, sur le plan ecclésiastique, au vicariat aux Armées françaises, en 1953.

### Aumônerie de l'Armée de l'air et de l'espace

Insigne de poitrine des aumôniers catholiques et protestants de l'armée de l'air.

Bien que l'Armée de l'air ait été créée en 1927, l'aumônerie de l'air n'a été instituée qu'en 1939. L'abbé Pierra, prêtre du diocèse de Paris, ancien colonel pilote, vicaire général de la marine et aumônier du croiseur-école Jeanne d'Arc, en est le premier concepteur. Mobilisé comme colonel, il fait accepter par le ministre de l'air qu'un certain nombre d'aumôniers de l'armée de terre soient détachés au service des ailes. Ce projet avait reçu l'approbation des autorités ecclésiastiques.
Les aumôniers sont affectés dans les zones d'opérations aériennes et les secteurs de l'air de la zone des Armées ainsi qu'aux différentes écoles de l'intérieur. En janvier 1940, de nouveaux postes sont créés en Afrique du Nord, puis en Afrique-Occidentale française et au Levant. Le 25 juin, on recense 54 aumôniers. Bien qu'administrés par l'armée de l'air, les aumôniers de l'air ne constituent pas un corps particulier comme l'aumônerie de marine : ils sont nommés par le ministre de la guerre et détachés à l'armée de l'air.
Le décret du 4 juin 1940 stabilise leur situation et constitue l'aumônerie de l'air en corps autonome selon une organisation inspirée du service de l'aumônerie militaire. Le colonel Pierra est chargé de toutes les questions ressortissant à ce nouveau statut. L'armistice du 22 juin 1940 démobilise la plupart des aumôniers et seulement 4 d'entre eux restent dans les cadres. Le 3 septembre, le colonel Pierra, lui aussi démobilisé de son emploi d'officier de réserve est nommé aumônier de la première région aérienne à Aix-en-Provence, puis désigné peu après comme chef de l'aumônerie de l'air par le secrétariat d'État à l'aviation. De nouveaux postes sont alors créés en fonction des formations maintenues. À la fin de l'année 1941, on compte 22 aumôniers (12 en métropole), puis 25 en 1942.
À l'intérieur des limites fixées par les nécessités du service, les aumôniers ont la liberté totale de leur apostolat. Ils sont à l'origine de cercles d'étude, de clans routiers et fondent le scoutisme de l'air.
Pendant toute la Seconde Guerre mondiale, les aumôniers resteront attachés, comme ceux de la marine, aux formations qu'ils desservaient à l'origine. On voit les aumôniers à Londres, en Outre-mer et même en Russie, avec le régiment Normandie-Niemen. En revanche, en métropole l'aumônerie est rattachée en 1943 au service central des œuvres sociales de l'air. Ce rattachement à un organisme territorial nuit au service des aumôniers qui ne peuvent plus suivre les unités de défense passive.
Lors de la décolonisation, les aumôniers de l'air participent aux campagnes d'Indochine et d'Algérie.
Sur le plan ecclésiastique, elle est rattachée en 1953 au vicariat aux Armées françaises. En 1959, elle compte 24 aumôniers militaires, 46 aumôniers territoriaux et 57 aumôniers bénévoles.

### Aumônerie de la Gendarmerie nationale

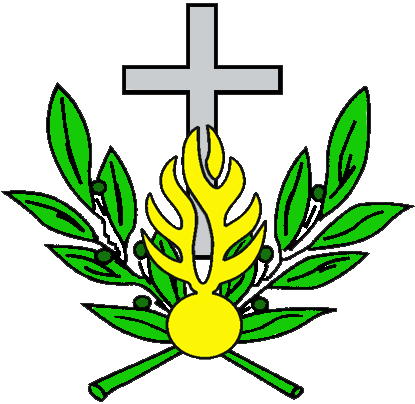
Insigne de manche porté par les aumôniers de la Gendarmerie nationale.

L'aumônerie de la Gendarmerie nationale est fondée en avril 1959 sur l'initiative du Père Raoul Wagner, aumônier de l'École des officiers de la Gendarmerie nationale de Melun. Il en devient l'aumônier national en 1964.
D'abord formée par des aumôniers détachés de l'armée de terre, l'aumônerie acquiert son indépendance peu après la gendarmerie nationale, dont la direction est créée en 1981. Les aumôniers revêtent alors l'uniforme des gendarmes et sont administrés par l'arme.
Affectés auprès des grands commandements territoriaux de la gendarmerie, les aumôniers d'active sont renforcés par un grand nombre d'aumôniers de réserve, souvent recrutés parmi les curés locaux.

## Vicariat aux Armées françaises
Le décret Obsecundare votis de la congrégation consistoriale en date du 26 juillet 1952 érige canoniquement le vicariat aux Armées qui réunit les aumôneries des Armées de terre, air et mer sous l'autorité du cardinal archevêque de Paris.
En 1967, le vicariat aux Armées françaises devient indépendant de l'archevêque de Paris. Le vicaire aux Armées françaises est un évêque.
La constitution apostolique Spirituali militum curae du pape Jean-Paul II du 21 avril 1986, institue les ordinariats militaires, ou  ordinariats aux Armées (ordinariatus castrenses).
Pour l'ordinariat français, on adopte alors les dénominations de diocèse aux Armées et d’évêque aux Armées. Évêque aux Armées était un titre du grand aumônier de France qui nommait les aumôniers des armées du roi.

## Organisation de l'aumônerie militaire catholique
L'aumônerie catholique des Armées françaises est régie simultanément par le droit français et le droit de l'Église.

### Dans les Armées
La base juridique des aumôneries est constituée par les lois du 8 juillet 1880 et du 9 décembre 1905 et par le décret du 1er juin 1964. Ces textes précisent le droit fondamental pour chaque militaire de pratiquer sa religion et les responsabilités du commandement en matière d'exercice des cultes. Le décret du 16 mars 2005 détermine le statut des aumôniers militaires.
Compte tenu de ses objectifs et de ses missions, l'aumônerie militaire catholique présente une organisation adaptée à celle des Armées. L'aumônier-en-chef du culte catholique, placé auprès de l'État-Major des armées, dirige l'aumônerie catholique. À ce titre, il est nommé par arrêté du ministre des armées. Il est assisté d'aumôniers-en-chef adjoints (un par Armée : terre, air, mer et Gendarmerie), nommés aumôniers nationaux. Dans chaque zone de défense, il est représenté par un aumônier régional, placé auprès de l'officier général de zone de défense, qui coordonne l'action des aumôniers locaux, quelle que soit leur armée d'appartenance. Les aumôniers militaires sont répartis, par armée, en fonction des effectifs disponibles.

### Dans l'Église catholique
Le diocèse aux armées françaises est un ordinariat militaire régi par la constitution apostolique Spirituali militum curae du 21 avril 1986. C'est un diocèse sans frontières qui n'a pas d'unité géographique. Là où l'implantation géographique d'un baptisé suffit à son intégration de droit dans une Église locale, territorialement délimitée, ici, c'est la mission — et donc l'engagement professionnel en vue de l'assumer — qui agrège le baptisé au diocèse aux Armées.
L'organisation du diocèse se superpose presque parfaitement à la structure militaire de l'aumônerie aux Armées. Une petite différence : en plus de ses adjoints par armée qui deviennent, dans la structure diocésaine, les vicaires épiscopaux, l'évêque aux Armées est assisté d'un vicaire général qui est son auxiliaire pour l'ensemble du diocèse, poste qui coïncide avec celui d'aumônier national (ou aumôniers-en-chef adjoints).
Différents conseils, des groupements pastoraux et des associations diocésaines (Amis de l'Aumônerie, Hospitalité Notre-Dame des Armées, etc.) mettent en œuvre, soutiennent ou appuient les diverses activités du diocèse.
L'évêque aux Armées a pour cathédrale l'église Saint-Louis-des-Invalides. À Paris, le diocèse dessert également l'église Notre-Dame du Val-de-Grâce et la chapelle Saint-Louis de l'École militaire.
Depuis septembre 2014, le diocèse a son propre séminaire, à Paris. Depuis 2015, son quartier-général est la Maison Saint-Louis, rue Notre-Dame-des-Champs.

## Liste des vicaires aux Armées
- Maurice Feltin : 1952-1967
- Jean Badré : évêque auxiliaire de Paris responsable des Armées : 1964-1967 puis vicaire aux Armées 1967-1970
- Gabriel Vanel : 1970-1983
- Jacques Fihey : 1983-1986

## Liste des évêques aux Armées
- Jacques Fihey : 1986-1989
- Michel Dubost : 1989-2000
- Patrick Le Gal : 2000-2009
- Luc Ravel : 2009-2017[11].
- Antoine de Romanet[12] : depuis 2017